# Cnephalocotes tristis
Cnephalocotes tristis là một loài nhện trong họ Linyphiidae.
Loài này thuộc chi Cnephalocotes. Cnephalocotes tristis được J. Denis miêu tả năm 1954.